# Эш (Витлих)
Эш (нем. Esch) — община в Германии, в земле Рейнланд-Пфальц.
Входит в состав района Бернкастель-Витлих. Подчиняется управлению Настеттен. Население составляет 384 человека (на 31 декабря 2010 года). Занимает площадь 2,29 км².